# Andreas Kempchen
Andreas Kempchen (* 7. September 1974) ist ein ehemaliger deutscher Footballspieler.

## Laufbahn
Kempchen spielte bei den Düsseldorf Panthern und ab 1998 bei den Cologne Crocodiles, mit denen er 2000 deutscher Meister wurde. Ab 2001 war der Centerspieler wieder Teil der Düsseldorfer Mannschaft, darüber hinaus stand er im Jahr 2001 vor der Bundesliga-Saison bei Frankfurt Galaxy in der NFL Europe unter Vertrag.
Mit der deutschen Nationalmannschaft gewann er 2000 Silber bei der Europameister und 2001 dann EM-Gold.